# 公明街道
公明街道是中国广东省深圳市光明区下辖的一个街道，原屬宝安区。现辖区总面积23.6平方公里，下辖公明、李松蓢、上村、下村、西田等5个社区。2011年总人口90万人，其中户籍人口2.6万人。

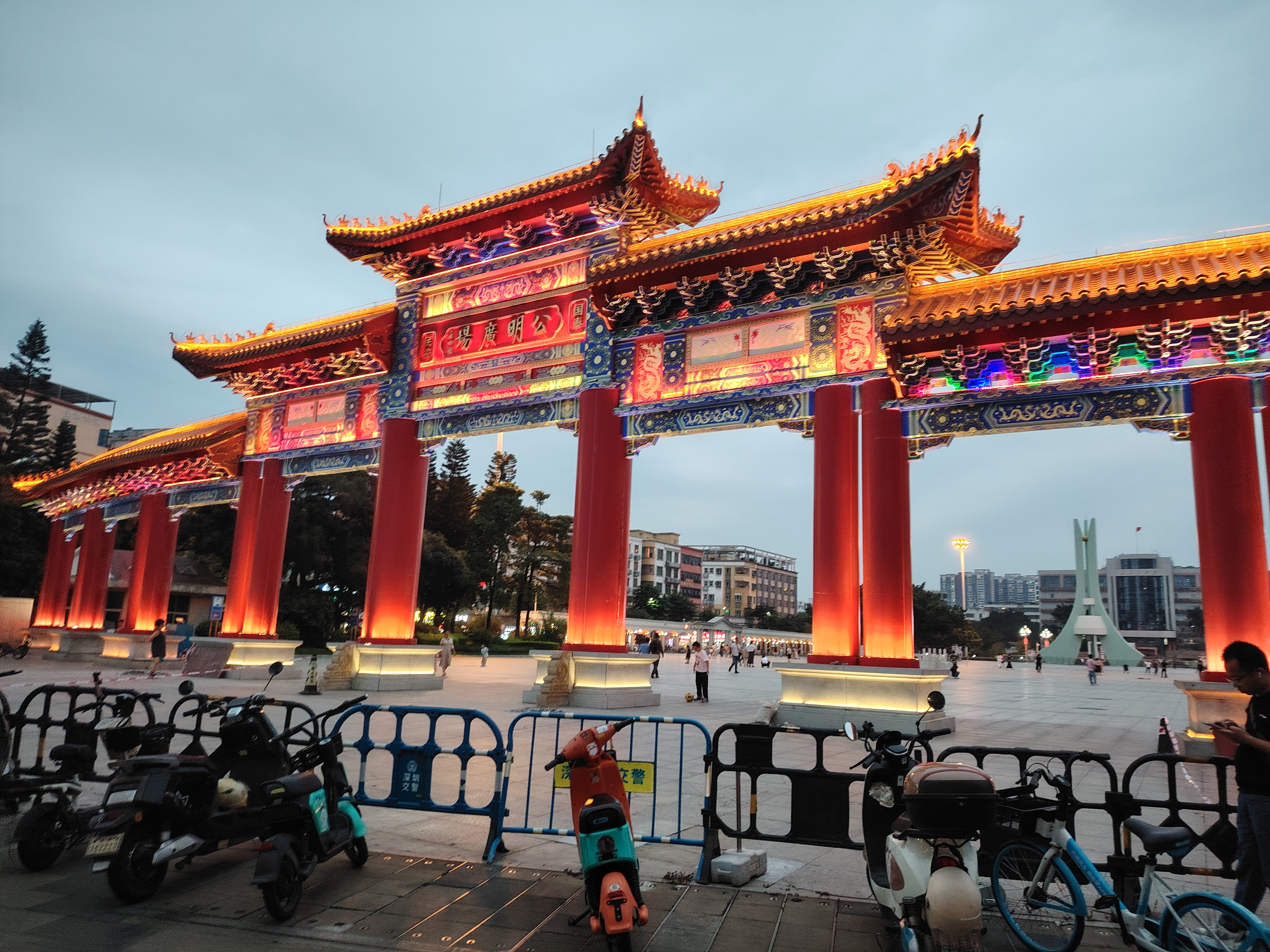
公明广场牌坊，由书法家启功题字

## 历史

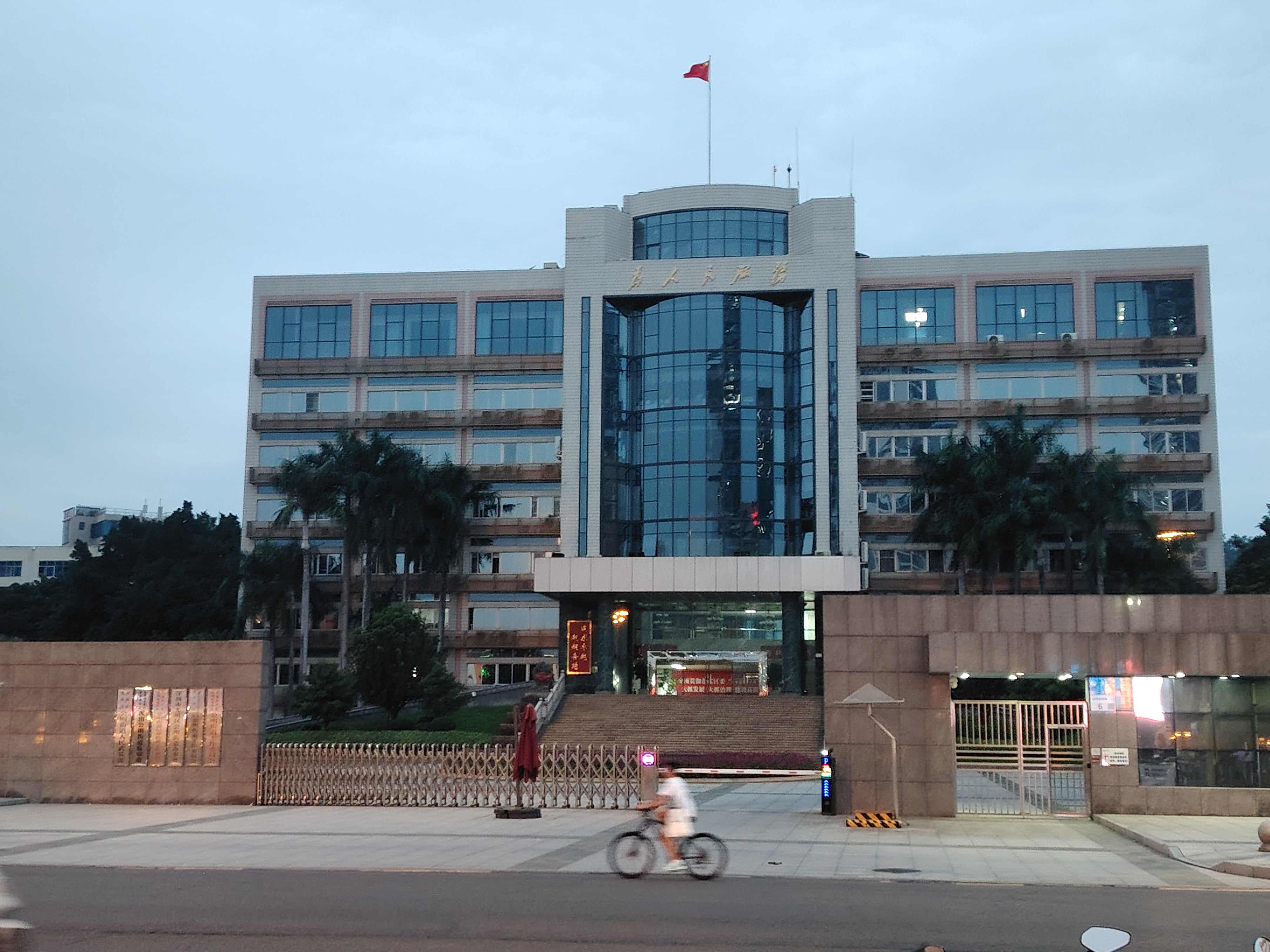
公明街道办事处大楼

### 地名起源
“公明”一词取自该地早期的旧墟市——公明墟
明清时期在现今光明区先后建有周家村墟、白龙岗墟、永长墟、丰和墟等。1929年，在楼村武举人陈凯臣、合水口村麦晓孙的倡议下，在合水口与上村交界处建公平墟，1931年正式命名为“公明”墟，取“公道光明”之意而由此得名。

### 行政沿革
1950年，属宝安县第四区。
1958年10月，与光明农场一起组成光明人民公社。
1959年4月，并入松岗人民公社。
1961年7月，分出成立公明人民公社。
1983年7月，撒社建区。
1986年10月，成立公明镇。
2004年7月1日，深圳推进城市化改革，公明镇改为公明街道。
2007年5月31日，中共深圳市委、深圳市人民政府宣布：成立光明新區，名义上属宝安区管辖，管轄公明、光明兩個街道。
2016年8月31日，从原公明街道内析置马田街道，新湖街道。
2018年5月25日，国务院批复同意设立行政区光明区。同年9月19日正式挂牌。公明街道属其管辖。